# HMS Philomel (1890)
HMS Philomel (Корабль Её Величества «Филомел») — британский бронепалубный крейсер типа «Пёрл». В 1914 году выведен из состава британского королевского флота и передан только что сформированным ВМС Новой Зеландии, став тем самым первым новозеландским боевым кораблём.
В составе Королевского флота участвовал в Англо-занзибарской войне — самой короткой войне в истории. В составе ВМС Новой Зеландии принял участие в Первой мировой войне.

## Служба

### Англо-занзибарская война
27 августа 1896 года «Филомел» принял участие в Англо-занзибарской войне, продлившейся 38 минут.

### Передача новозеландскому флоту
В 1913 году Адмиралтейство согласилось передать «Филомел» Новой Зеландии в качестве мореходного учебного корабля, должного стать «ядром» создаваемых новозеландских военно-морских сил. 15 июля 1914 года «Филомел» вошёл в состав ВМС Новой Зеландии, став первым новозеландским боевым кораблём.

## Первая мировая война
С началом Первой мировой войны крейсер вошёл в состав боевого охранения новозеландских экспедиционных сил, отправлявшихся на захват Германского Самоа. В ходе выполнения задания «Филомел» сопроводил конвой до берегов Западной Австралии, после чего ушёл на Ближний Восток.
В 1915 году «Филомел» действовал в Средиземном море. 8 февраля крейсер высадил у берегов южной Турции вооружённую партию, наткнувшуюся на сильное сопротивление турок. В ходе боя трое моряков были убиты, ещё трое — ранены. Вскоре корабль продолжил службу на Красном море и в Персидском заливе. В ходе этих операций корабль действовал под новозеландским флагом и находился на полном обеспечении новозеландского правительства.

## Плавбаза и учебный корабль
В 1917 году «Филомел» вернулся в Новую Зеландию. Крейсер, к тому времени прослуживший 28 лет, был самым старым кораблём ВМС Новой Зеландии и требовал ремонта. Командир корабля Персиваль Холл-Томпсон считал ремонт крейсера экономически невыгодным и потому нецелесообразным. В апреле 1917 года устаревший крейсер переоборудовали в плавбазу. Снятые с корабля орудия установили на торговые суда. До мая 1919 года плавбаза обеспечивала работу тральщиков.
В марте 1921 года корабль переклассифицировали в учебный и поставили на прикол в Окленде.
В 1947 году корабль исключили из списков флота, после чего сняли с него всё ценное имущество. В 1949 году корпус корабля был отбуксирован к Короманделу и затоплен вблизи острова Кювье.